# 梅鲁姆河
梅鲁姆河（英语：Merume river）是圭亚那的一条河流，是卡马朗河的支流。
梅鲁姆也是附近一座山的名称，该山位于罗赖马山以东30英里处。Director Creek是梅鲁姆河的一条支流。First Falls是该河流的一个特色，但也限制了乘船旅行。
Merumite是一种于1937年在该河被发现并以该河命名的矿物，它在河砂中以黑色颗粒形式出现在钻石和黄金中。1958年，Merumite被确定为绿铬矿和铬的复杂集合体。X射线衍射数据表明它含有绿铬矿、guyanite、bracewellite、grimaldiite和mcconnellite。
Kamakusa是沿河的一个定居点，以前是政府中心。